# Synagoga Mordki Herca w Łodzi (ul. Rokicińska 20)
Synagoga Mordki Herca w Łodzi – prywatny dom modlitwy znajdujący się w Łodzi przy ulicy Rokicińskiej 20.
Synagoga została zbudowana w 1898 roku z inicjatywy Mordki Herca. Mogła ona pomieścić 30 osób. Podczas II wojny światowej hitlerowcy zdewastowali synagogę.